# Дело Мухаммеда Назарова
Дело Мухаммеда Назарова 2002 года — уголовное преследование и репрессии в отношении группы офицеров Комитета национальной безопасности (КНБ) Туркменистана, Министерства обороны Туркменистана и отдельных гражданских лиц во главе с председателем КНБ генерал-лейтенантом Мухаммедом Назаровым, обвиненных в совершении преступлений по 11 статьям Уголовного кодекса Туркменистана, в том числе умышленных убийствах, получении взяток, растратах, превышении служебных полномочий и пр.
Аресты проводились силами Службы безопасности Президента Туркменистана.

## Основные события
- 4 марта 2002 года состоялось расширенное заседание Кабинета министров Туркменистана, на котором была рассмотрена деятельность КНБ Туркменистана. Открывая заседание, Президент Туркменистана С. Ниязов заявил, что «деятельность служб, которым по определению надлежит быть абсолютно чистыми перед народом, вызывает серьезные нарекания». Далее слово было предоставлено руководителям МВД, Генпрокуратуры и Верховного Суда, «которые привели примеры прямого вмешательства сотрудников КНБ в деятельность этих служб, указали председателю КНБ Мухаммеду Назарову на многочисленные правонарушения со стороны его подчиненных, случаи превышения ими своих полномочий. При этом самого председателя КНБ выступавшие обвинили в огульном критиканстве и нежелании видеть собственные недостатки. Как подчеркивалось на заседании, нередко КНБ заводит дела, вчиняет иски, которые ни в коей мере не входят в его компетенцию, зато создают почву для злоупотреблений, будят алчность взяточников и мздоимцев».[1]

Председатель КНб генерал-полковник Мухаммед Назаров был снижен в звании до генерал-лейтенанта и освобожден от обязанностей Советника Президента Туркменистана по правовым вопросам и координации деятельности правоохранительных и военных органов. В системе КНБ Туркменистана начались массовые увольнения и аресты.
- 5 марта 2002 года С. Ниязов провел совещание с руководителями ГПС Туркменистана, на котором «высоко оценил достижения личного состава, отметив, что за десять лет независимости сформировался полноценный боеспособный контингент пограничных войск, способный решить любые самые сложные задачи по защите рубежей Родины». Начальник ГПС Тиркиш Тырмыев назначен начальником отдела по г. Мары УКНБ Туркменистана по Марыйскому велаяту. Новым начальником ГПС назначен бывший заместитель министра обороны Агагельды Мамедгельдыев.[2]

- 14 марта 2002 года С. Ниязов провел совещание с участием депутатов Меджлиса, членов правительства, глав местных администраций и руководителей правоохранительных структур, в ходе которого сообщил, что полномочия КНБ Туркменистана будут резко сокращены: «У КНБ не будет более полномочий, позволяющих им вмешиваться в частную жизнь граждан, деятельность коммерческих предприятий… Произведенные кадровые изменения, затронувшие 80 % руководства в КНБ — лишь начало реформирования всей его структуры, работы отделов и управлений. Комитет не будет размениваться на мелкие дела. Раскрытием дел по кражам, мошенничеству и наркоторговле займется МВД. КНБ же целиком подчинит себя главной задаче — обеспечению государственной безопасности». Здесь же С. Ниязов заявил, что масштабы злоупотребений в системе КНБ свидетельствуют о вовлеченности в них всей служебной вертикали комитета.

- 14 марта 2002 года Мухаммед Назаров освобожден от должности председателя КНБ Туркменистана. Новым председателем назначен бывший министр внутренних дел Поран Бердыев. Вице-премьером — куратором силовых структур и министром обороны Туркменистана назначен бывший Председатель Меджлиса Реджепбай Аразов.

- 1 апреля 2002 года состоялось совещание Государственной комиссии по расследованию незаконной деятельности КНБ Туркменистана, на котором было заявлено, что многочисленные организованные нарушения законности выявлены не только в военных, но и в гражданских органах исполнительной, законодательной и судебной власти Туркменистана.

## Публичные обвинения
13 марта 2002 года пресс-служба Президента Туркменистана сообщила, что прокурор Ахалского велаята Аннагельды Менлиев привлечен к уголовной ответственности за незаконное приобретение и хранение наркотических средств без цели сбыта и по статье о многоженстве: «Основанием для этого стали показания одного из наркоторговцев, который в лице прокурора области имел постоянного покупателя героина. Только за лето-осень 2001 года „страж закона“ закупил у него 50 граммов героина. Сам Менлиев признался в приобретении лишь 2 граммов. В настоящее время предварительное расследование закончено и уголовное дело передано на рассмотрение в Верховный суд Туркменистана».
13 марта 2002 года туркменское телевидение распространило сообщение по поводу бывшего заместителя председателя КНБ Хайыта Какаева. В частности, в нем говорилось о том, что этот чиновник "на средства, добытые преступным путем, приобрел 31 единицу различных транспортных средств, построил частную гостиницу «Бедыркент», кирпичный завод, а также основал частное предприятие «Максат Х.». Хайыту Какаеву в его родном Дашогузском велаяте принадлежало 520 гектаров плодородных земель, а за счет одного из госпредприятий он построил сначала двухэтажный дом из восемнадцати комнат, а затем еще одно здание, правда, поскромнее — в шесть комнат.

## Список репрессированных офицеров
В таблице указана дата увольнения с военной службы. У некоторых фигурантов дата увольнения и дата ареста отличаются.
| No | Фамилия, Имя              | Звание            | Должность                                                   | Уволен     | Дальнейшая судьба                   |
| -- | ------------------------- | ----------------- | ----------------------------------------------------------- | ---------- | ----------------------------------- |
| 1  | Назаров, Мухаммед         | Генерал-лейтенант | Председатель КНБ                                            | 14.03.2002 |                                     |
| 2  | Алиев, Байрам             | Майор             |                                                             | 07.03.2002 |                                     |
| 3  | Аллакулиев, Алламурад     | Подполковник      | Начальник самостоятельного подразделения КНБ                | 05.03.2002 | Umer                                |
| 4  | Аманов, Исмаил            | Полковник         | Начальник отдела Центрального аппарата КНБ                  | 05.07.2002 | Umer                                |
| 5  | Аннадурдыев, Курбангельды | Полковник         | Начальник УКНБ по Балканскому велаяту                       | 05.03.2002 |                                     |
| 6  | Атамурадов, Фарид         | Генерал-майор     | Начальник отдела обучения и методологии КНБ                 | 05.07.2002 |                                     |
| 7  | Бабаев, Акмухаммед        | Подполковник      | Военный комиссар Марыйского велаята                         | 18.06.2002 |                                     |
| 8  | Бабаев, Довран            | Старший лейтенант |                                                             | 11.03.2002 |                                     |
| 9  | Бабаев, Сапармамед        | Капитан           | Начальник отделения УКНБ по г. Гаурдак                      | 10.03.2002 |                                     |
| 10 | Бегенчев, Курбандурды     | Генерал-майор     | Министр обороны Туркменистана                               | 14.03.2002 | Осужден (10 лет), освоб. по отбытии |
| 11 | Бердыев, Оразмухаммед     | Подполковник      | Зам. председателя КНБ                                       | 04.03.2002 | Арестован, подробности неизвестны   |
| 12 | Бердыкулиев, Мурад        | Полковник         | Старший инспектор отдела инспекции КНБ                      | 05.07.2002 |                                     |
| 13 | Бэшов, Курбанмурад        | Подполковник      |                                                             | 11.03.2002 |                                     |
| 14 | Джанымбаев, Икрам         | Подполковник      |                                                             | 07.03.2002 |                                     |
| 15 | Ёлдашев, Керимкули        | Полковник         | Начальник управления КНБ                                    | 01.04.2002 |                                     |
| 16 | Какаев, Хайит             | Полковник         | Зам. председателя КНБ, начальник УКНБ по г. Ашхабаду        | 04.03.2002 | Осужден, умер в тюрьме 08.04.2003   |
| 17 | Кульназаров, Аманмурад    | Майор             |                                                             | 07.03.2002 |                                     |
| 18 | Мамедовезов, Якуб         | Майор             |                                                             | 07.03.2002 |                                     |
| 19 | Мередов, Овезгельды       | Старший лейтенант |                                                             | 11.03.2002 |                                     |
| 20 | Мурадкулиев, Непескули    | Полковник         |                                                             | 15.03.2002 |                                     |
| 21 | Ниязов, Бекджан           | Генерал-лейтенант | Военный комиссар Дашогузского велаята                       | 30.09.2002 |                                     |
| 22 | Ниязов, Тагандурды        | Полковник         | Начальник Департамента полиции Марыйского велаята           |            |                                     |
| 23 | Овезов, Оразмамед         | Подполковник      | Зам. начальника ГПС по снабжению                            | 05.07.2002 |                                     |
| 24 | Отузов, Бекмурад          | Полковник         | Зам. хякима Лебапского велаята                              | 02.04.2002 |                                     |
| 25 | Отузов, Мередгельды       | Майор             |                                                             | 07.03.2002 |                                     |
| 26 | Пиров, Мурад              | Майор             |                                                             | 11.03.2002 |                                     |
| 27 | Рахимов, Алламурад        | Полковник         | Зам. начальника УКНБ по Марыйскому велаяту                  |            |                                     |
| 28 | Реджепбаев, Кадамбай      | Подполковник      |                                                             | 07.03.2002 |                                     |
| 29 | Рейимов, Хосси            | Генерал-майор     | Начальник отдела пограничного контроля ГПС                  | 14.03.2002 | Живет в Ашхабаде (январь 2017)      |
| 30 | Тагаев, Ахмеджан          | Полковник         | Начальник отдела Центрального аппарата КНБ                  | 12.04.2002 |                                     |
| 31 | Тырмыев, Тиркиш           | Генерал-майор     | Начальник отдела г. Мары УКНБ по Марыйскому велаяту         | 01.04.2002 | Осужден, умер в тюрьме 13.01.2017   |
| 32 | Ходжаев, Бегенч           | Подполковник      | Начальник подразделения УКНБ по Марыйскому велаяту          | 01.04.2002 |                                     |
| 33 | Ходжаев, Ягмур            | Подполковник      | Начальник отдела г. Туркменабата УКНБ по Лебапскому велаяту | 05.04.2002 |                                     |
| 34 | Хомматов, Хангельды       | Полковник         | Зам. начальника УКНБ по Ахалскому велаяту                   | 27.05.2002 |                                     |
| 35 | Худайкулиев, Байрамкули   | Полковник         | Начальник УКНБ по Марыйскому велаяту                        | 05.03.2002 |                                     |
| 36 | Худайкулиев, Батыр        | Капитан           | Заместитель министра иностранных дел                        | xx.06.2002 |                                     |
| 37 | Хуррамов, Кулсахат        | Подполковник      |                                                             | 07.03.2002 |                                     |
| 38 | Чотбаев, Бахтияр          | Майор             |                                                             | 07.03.2002 |                                     |
| 39 | Эсенов, Гочмамед          | Капитан           | Начальник отделения УКНБ по Векильбазарскому этрапу         | 10.03.2002 |                                     |
| 40 | Юсупов, Нурмухаммед       | Полковник         | Начальник УКНБ по Дашогузскому велаяту                      | 11.03.2002 |                                     |
| 41 | Ягшиев, Сердар            | Подполковник      | Начальник Консульского управления МИД Туркменистана         | 13.05.2002 |                                     |

## Список репрессированных гражданских лиц
| No | Фамилия, Имя         | Звание                 | Должность                                                       | Уволен     | Дальнейшая судьба         |
| -- | -------------------- | ---------------------- | --------------------------------------------------------------- | ---------- | ------------------------- |
| 1  | Атаев, Аман          |                        | Хяким Марыйского велаята                                        |            | Осужден, далее неизвестно |
| 2  | Бяшимов, Байраммурад |                        | Председатель Серхетабатского этрапского суда Марыйского велаята | 11.03.2002 |                           |
| 3  | Какаджанов, Джумабай |                        | Cудья Дашогузского городского суда Дашогузского велаята         | 11.03.2002 |                           |
| 4  | Менлиев, Аннагельды  | Советник юстиции 3 кл. | Прокурор Ахалского велаята                                      | 13.03.2002 | Осужден, далее неизвестно |
| 5  | Овезов, Какаджан     |                        | Председатель Ассоциации пищевой промышленности                  |            | Осужден, далее неизвестно |

## Примечание
1. ↑  Президент Туркменистана признал неудовлетворительной работу руководства КНБ Архивная копия от 8 сентября 2017 на Wayback Machine Turkmenistan.Ru
2. ↑  Назначен новый начальник Пограничной службы Туркменистана Архивная копия от 8 сентября 2017 на Wayback Machine Turkmenistan.Ru
3. ↑  Прокурор привлечен к уголовной ответственности за систематическое употребление наркотиков и многоженство Архивная копия от 19 марта 2017 на Wayback Machine Turkmenistan.Ru
4. ↑  Куратором силовых структур Туркмении стал Реджепбай Аразов Архивная копия от 17 августа 2017 на Wayback Machine Turkmenistan.Ru
5. ↑  ПЦ "Мемориал", Виталий Пономарев - 24.04.2003